# デスティネーションマネジメント
デスティネーション・マネジメント（英語：Destination management）は、観光資源の有効活用を促進するための手法で、デスティネーション・マネジメント・システム（DMS）とも呼ばれる。

## 概要
観光産業による地域おこしを展開する際、地域毎の特性を活かし差別化を図るもので、具体的には文化庁が制定した日本遺産や経済産業省が推進する「地域ストーリー作り」で実践されている。
デスティネーション・マネジメントを実践するさまざまな観光業者を「デスティネーション・マネジメント・カンパニー」(DMC)と呼ぶ。